# Leichtathletik-Weltmeisterschaften 2022/Kugelstoßen der Männer

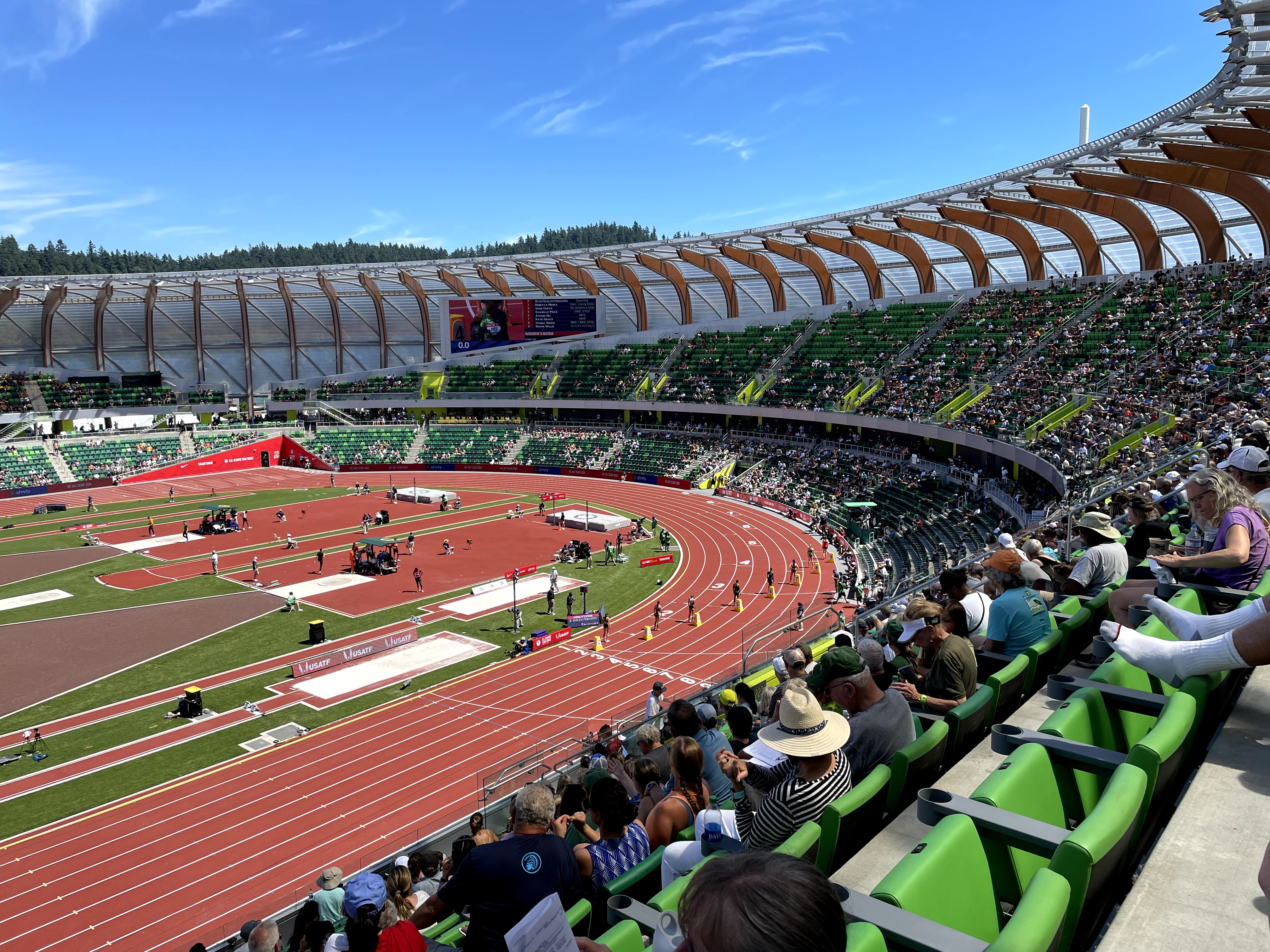
Das Stadion New Hayward Field im Jahr 2021

Das Kugelstoßen der Männer bei den Leichtathletik-Weltmeisterschaften 2022 wurde am 15. und 17. Juli 2022 im Hayward Field der Stadt Eugene in den Vereinigten Staaten ausgetragen.
In diesem Wettbewerb gab es einen Dreifacherfolg für die USA. Weltmeister wurde der zweifache Olympiasieger (2016/2021), aktuelle Vizeweltmeister und Weltrekordinhaber Ryan Crouser. Er gewann vor dem zweifachen Weltmeister (2015/2019) und zweifachen Olympiazweiten (2016/2021) Joe Kovacs. Bronze ging an Josh Awotunde.

## Rekorde

### Bestehende Rekorde
Vor dem Wettbewerb galten folgende Rekorde:
| Weltrekord               | Randy Barnes | 23,37 m | Eugene, USA    | 18. Juni 2021   |
| Weltmeisterschaftsrekord | Joe Kovacs   | 22,91 m | WM Doha, Katar | 5. Oktober 2019 |

### Rekordverbesserung
Der US-amerikanische Weltmeister Ryan Crouser verbesserte den bestehenden WM-Rekord im Finale am 17. Juli um drei Zentimeter auf 22,94 m. Seinen eigenen Weltrekord verfehlte er um 43 Zentimeter.

## Legende
Kurze Übersicht zur Bedeutung der Symbolik – so üblicherweise auch in sonstigen Veröffentlichungen verwendet:
| – | verzichtet |
| x | ungültig   |

## Qualifikation
15. Juli 2022, 18:55 Uhr Ortszeit (16. Juli 2022, 3:55 Uhr MESZ)
Dreißig Teilnehmer traten in zwei Gruppen zur Qualifikationsrunde an. Fünf von ihnen (hellblau unterlegt) übertrafen die Qualifikationsweite für den direkten Finaleinzug von 21,20 m. Damit war die Mindestzahl von zwölf Finalteilnehmern nicht erreicht. Das Finalfeld wurde mit den sieben nächstplatzierten Sportlern (hellgrün unterlegt) auf zwölf Kugelstoßer aufgefüllt. So reichten für die Finalteilnahme schließlich 20,24 m bei einem zweitbesten Stoß auf 20,06 m.

### Gruppe A

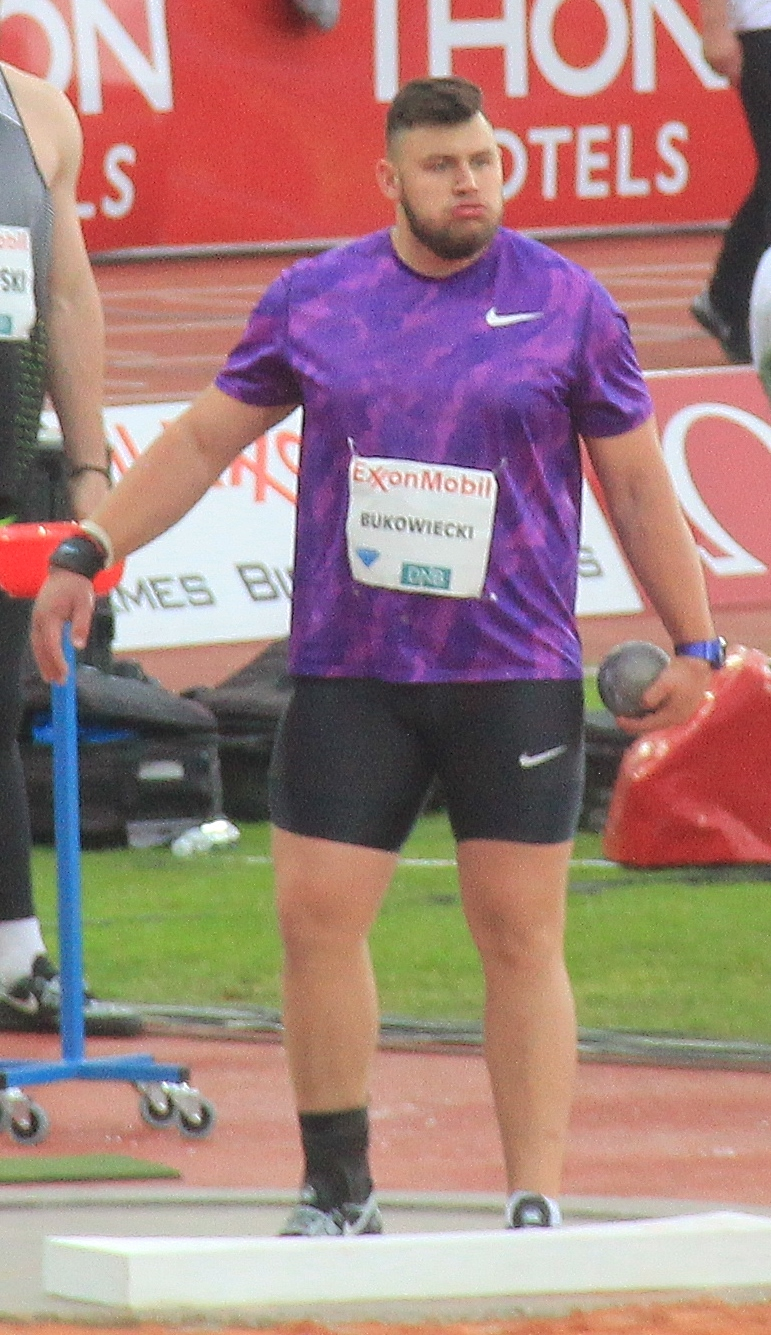
Nur durch seinen schwächeren zweitbesten Stoß verpasste Konrad Bukowiecki die Finalteilnahme
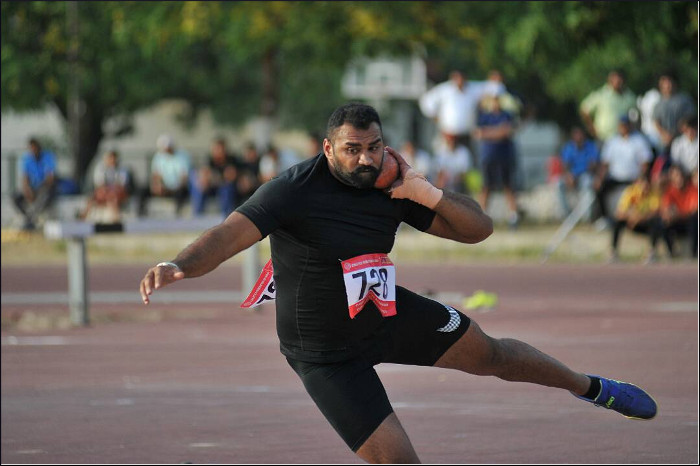
Tejinder Pal Singh gelang kein gültiger Stoß

| Platz | Name                  | Nation         | Resultat (m) | 1. Versuch (m) | 2. Versuch (m) | 3. Versuch (m) |
| 1     | Ryan Crouser          | USA            | 21,28        | 21,28          | –              | –              |
| 2     | Tomas Walsh           | Neuseeland     | 21,44        | 20,81          | 21,11          | 21,44          |
| 3     | Josh Awotunde         | USA            | 21,18        | 21,18          | x              | 21,13          |
| 4     | Chukwuebuka Enekwechi | Nigeria        | 20,87        | 20,51          | 20,87          | 20,85          |
| 5     | Marcus Thomsen        | Norwegen       | 20,27        | 19,90          | 20,27          | 19,83          |
| 6     | Konrad Bukowiecki     | Polen          | 20,24        | 19,43          | x              | 20,24          |
| 7     | Roman Kokoschko       | Ukraine        | 20,02        | 19,35          | 20,02          | 19,74          |
| 8     | Scott Lincoln         | Großbritannien | 19,97        | 19,41          | x              | 19,97          |
| 9     | Andrei Toader         | Rumänien       | 19,83        | 19,83          | 19,78          | 19,60          |
| 10    | Welington Morais      | Brasilien      | 19,80        | 18,98          | 19,80          | x              |
| 11    | Eric Favors           | Irland         | 19,76        | 19,44          | 19,50          | 19,76          |
| 12    | Leonardo Fabbri       | Italien        | 19,73        | 19,49          | x              | 19,73          |
| 13    | Nikolaos Skarvelis    | Griechenland   | 19,55        | 19,55          | 19,01          | x              |
| 14    | Ignacio Carballo      | Argentinien    | 18,74        | 18,74          | 18,06          | x              |
| NM    | Tejinder Pal Singh    | Indien         | ogV          | x              | x              | x              |

### Gruppe B
| Platz | Name                  | Nation       | Resultat (m) | 1. Versuch (m) | 2. Versuch (m) | 3. Versuch (m) |
| 1     | Joe Kovacs            | USA          | 21,50        | 21,50          | –              | –              |
| 2     | Nick Ponzio           | Italien      | 21,35        | 21,00          | 21,35          | –              |
| 3     | Jacko Gill            | Neuseeland   | 21,24        | 20,16          | 21,24          | –              |
| 4     | Filip Mihaljević      | Kroatien     | 21,17        | 20,56          | 21,17          | x              |
| 5     | Adrian Piperi         | USA          | 21,03        | 21,03          | x              | x              |
| 6     | Darlan Romani         | Brasilien    | 20,98        | x              | 20,98          | x              |
| 7     | Uziel Muñoz           | Mexiko       | 20,24        | 20,06          | 20,16          | 20,24          |
| 8     | Michał Haratyk        | Polen        | 20,13        | 19,89          | 20,08          | 20,13          |
| 9     | Tsanko Arnaudov       | Portugal     | 19,93        | 18,06          | 19,68          | 19,93          |
| 10    | Willian Dourado       | Brasilien    | 19,73        | 19,65          | 19,41          | 19,73          |
| 11    | Simon Bayer           | Deutschland  | 19,71        | 19,13          | 19,16          | 19,71          |
| 12    | Carlos Tobalina       | Spanien      | 19,70        | 19,45          | 19,47          | 19,70          |
| 13    | Anastasios Latifllari | Griechenland | 18,98        | 18,90          | x              | 18,98          |
| 14    | Dotun Ogundeji        | Nigeria      | 18,35        | 18,35          | x              | x              |
| 15    | John Kelly            | Irland       | 17,92        | x              | x              | 17,92          |

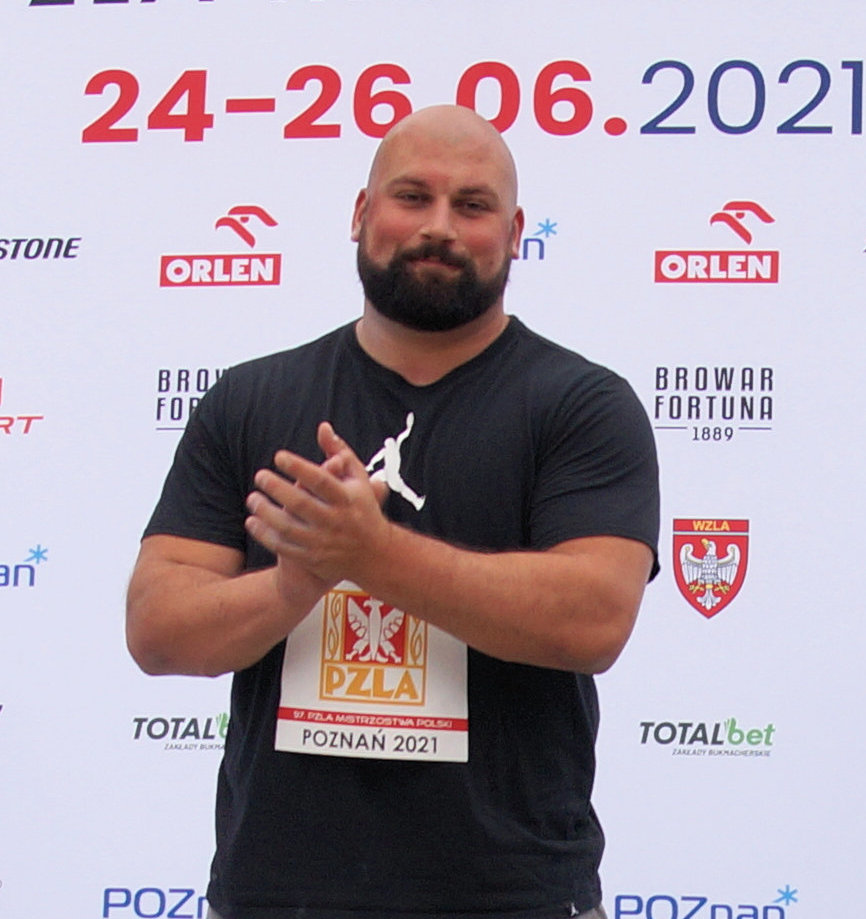
Michał Haratyk – ausgeschieden mit 20,13 m

Weitere in Qualifikationsgruppe B ausgeschiedene Kugelstoßer:

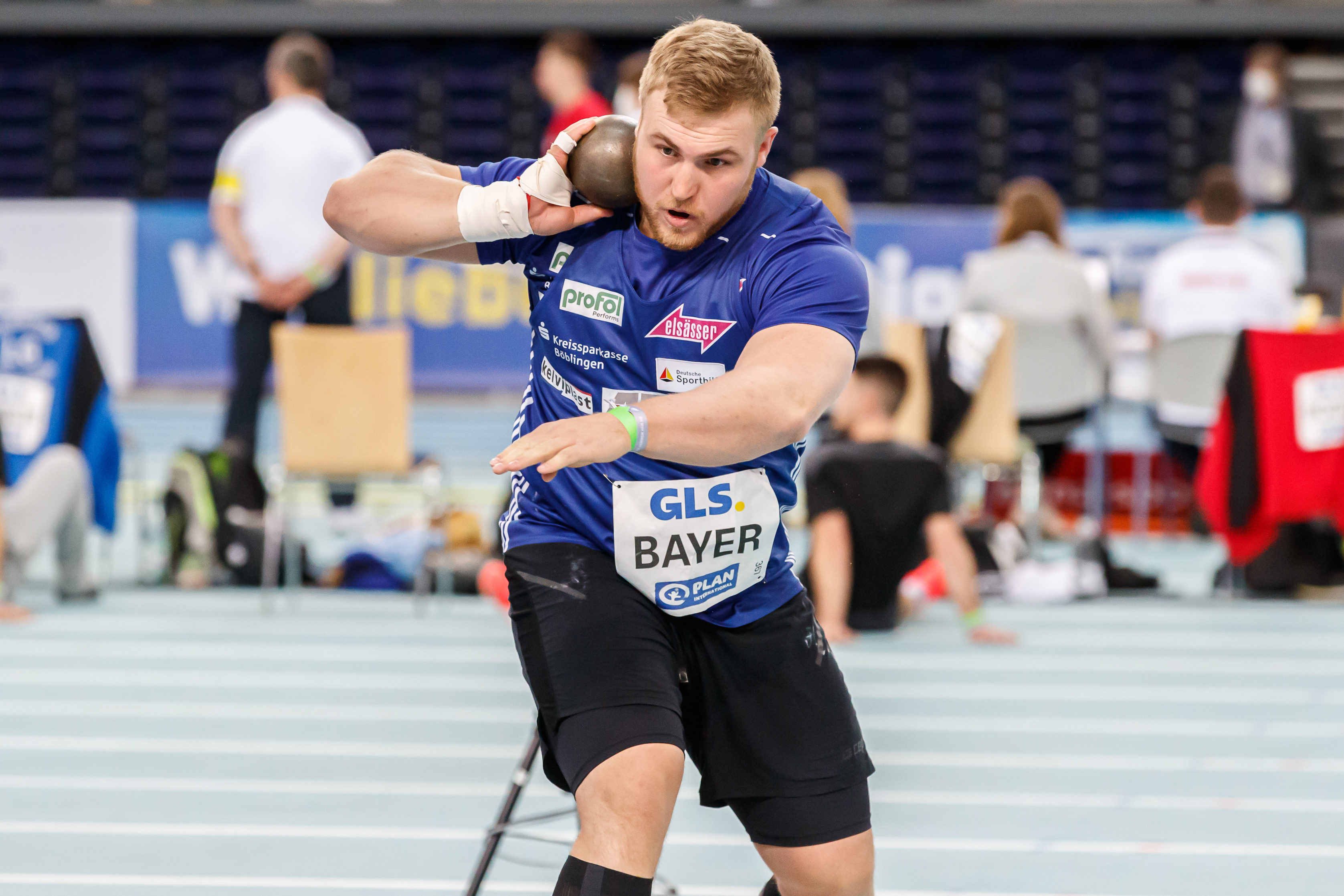
Simon Bayer – 19,71 m
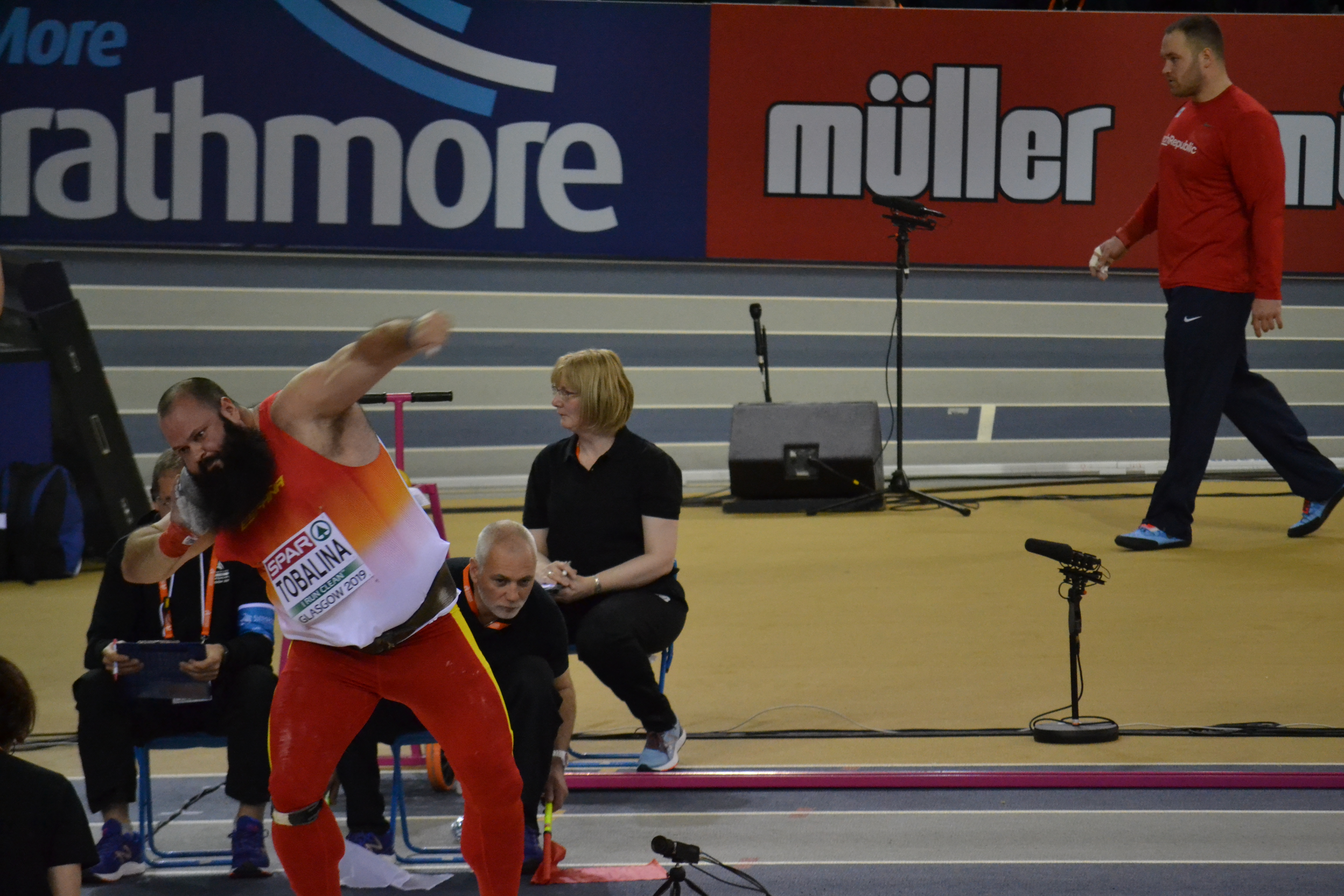
Carlos Tobalina – 19,70 m

## Finale
17. Juli 2022, 18:27 Uhr Ortszeit (18. Juli 2022, 3:27 Uhr MESZ)
| Platz | Name                  | Nation     | Resultat (m) | 1. Versuch (m) | 2. Versuch (m) | 3. Versuch (m) | 4. Versuch (m)                              | 5. Versuch (m)                              | 6. Versuch (m)                              |
| 1     | Ryan Crouser          | USA        | 22,94 CR     | 22,21          | 22,71          | 22,58          | 22,16                                       | 22,94                                       | x                                           |
| 2     | Joe Kovacs            | USA        | 22,89000     | 22,63          | x              | 22,17          | 22,16                                       | 22,89                                       | 22,42                                       |
| 3     | Josh Awotunde         | USA        | 22,29000     | 22,24          | 21,70          | 21,14          | x                                           | 22,29                                       | 22,22                                       |
| 4     | Tomas Walsh           | Neuseeland | 22,08000     | 21,40          | 20,67          | 21,49          | x                                           | 22,08                                       | 21,27                                       |
| 5     | Darlan Romani         | Brasilien  | 21,92000     | 21,69          | 21,90          | x              | 21,92                                       | 21,34                                       | x                                           |
| 6     | Filip Mihaljević      | Kroatien   | 21,82000     | 21,05          | x              | x              | 21,35                                       | 21,82                                       | 21,58                                       |
| 7     | Jacko Gill            | Neuseeland | 21,40000     | 19,19          | 20,75          | 20,82          | 21,03                                       | x                                           | 21,40                                       |
| 8     | Adrian Piperi         | USA        | 20,93000     | 20,88          | 20,93          | x              | 20,79                                       | x                                           | x                                           |
| 9     | Nick Ponzio           | Italien    | 20,81000     | 20,38          | 20,81          | 20,76          | nicht im Finale der besten acht Kugelstoßer | nicht im Finale der besten acht Kugelstoßer | nicht im Finale der besten acht Kugelstoßer |
| 10    | Marcus Thomsen        | Norwegen   | 20,66000     | 20,64          | 20,66          | 19,98          | nicht im Finale der besten acht Kugelstoßer | nicht im Finale der besten acht Kugelstoßer | nicht im Finale der besten acht Kugelstoßer |
| 11    | Chukwuebuka Enekwechi | Nigeria    | 20,65000     | 20,15          | x              | 20,65          | nicht im Finale der besten acht Kugelstoßer | nicht im Finale der besten acht Kugelstoßer | nicht im Finale der besten acht Kugelstoßer |
| 12    | Uziel Muñoz           | Mexiko     | 20,01000     | 20,01          | 19,71          | 19,79          | nicht im Finale der besten acht Kugelstoßer | nicht im Finale der besten acht Kugelstoßer | nicht im Finale der besten acht Kugelstoßer |

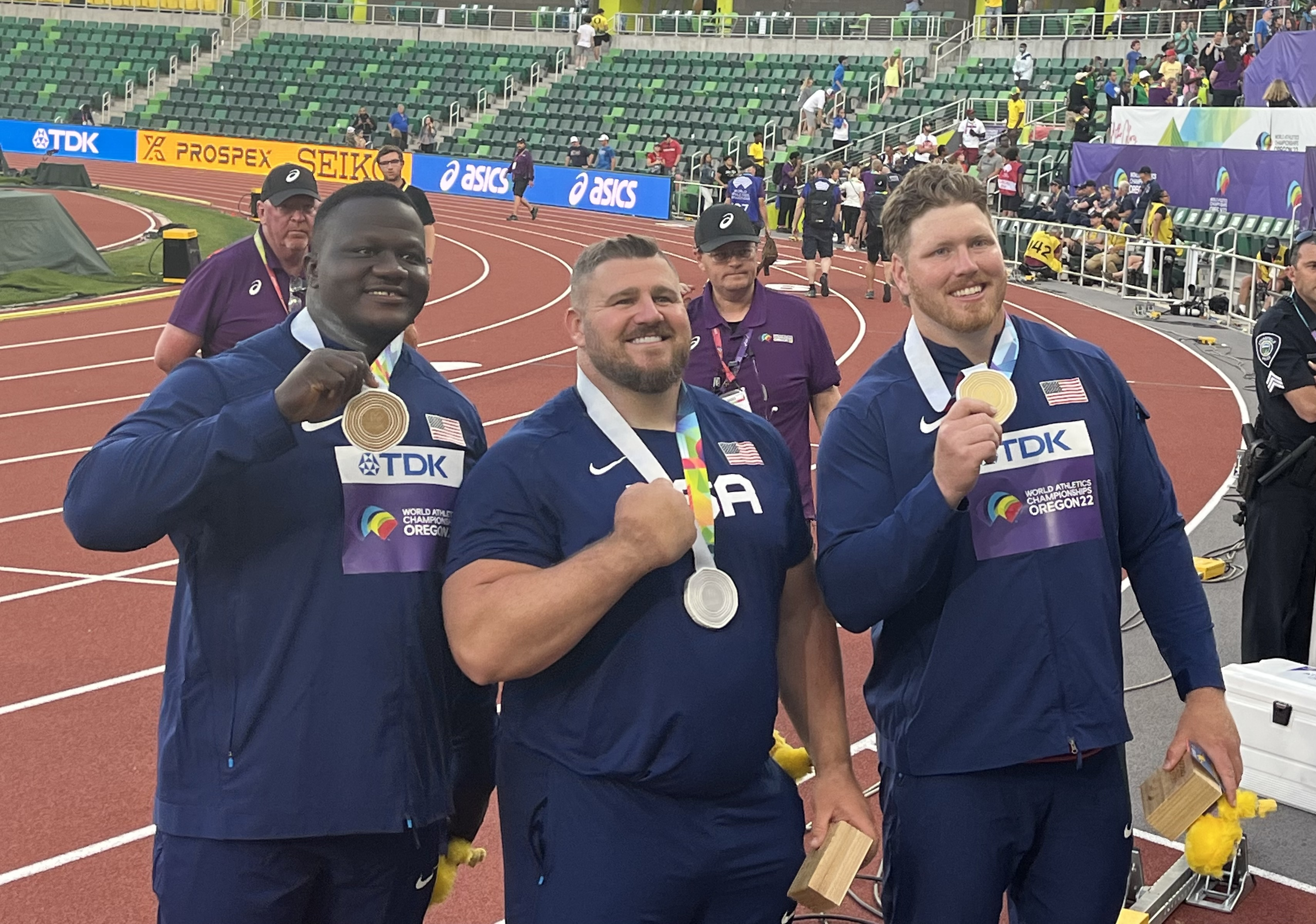
Die drei Medaillengewinner (v. l. n. r.): Josh Awotunde, Joe Kovacs und Ryan Crouser

Diese Kugelstoß-Konkurrenz stand auf einem ausgesprochen hohen Niveau und wurde dominiert von den US-amerikanischen Athleten. Sie hatten gleich zu Viert das Finale erreicht und gewannen am Ende alle drei Medaillen.
Gleich in Runde eins gab es drei Stöße jenseits von 22 Metern. Ryan Crouser, unter anderem aktueller Olympiasieger, begann mit 22,21 m, Titelverteidiger Joe Kovacs übertraf ihn mit 22,62 m und Josh Awotunde schob sich mit 22,22 m auf den zweiten Platz. Bester aus dem Rest des Feldes war zu diesem Zeitpunkt der brasilianische EM-Vierte von 2019 Darlan Romani, der auf 21,64 m gekommen war. Es folgte der neuseeländische Weltmeister von 2017 und zweifache Gewinner olympischer Bronzemedaillen (2016/2021) Tomas Walsh mit 21,40 m.
Im zweiten Durchgang steigerte sich Crouser um einen halben Meter auf 22,71 m und setzte sich damit an die Spitze. Romani kam mit 21,90 m den 22 Metern sehr nahe, blieb damit jedoch Vierter. Auch in der dritten Versuchsreihe gab es wieder zwei Stöße jenseits von 22 Metern: Crouser (22,48 m), Kovacs (22,17 m). Die Reihenfolge auf den vorderen Positionen blieb damit jedoch unverändert. Ähnlich sah das in Runde vier aus, Crouser und Ryan kamen auf jeweils 22,16 m. Als weiterhin Vierter steigerte sich Romani auf 21,92 m.
Die Entscheidung fiel dann im fünften Durchgang. Zunächst erzielte Josh Awotunde 22,29 m und errang damit am Ende mit Bronze seine erste Medaille bei einer großen internationalen Meisterschaft. Anschließend löste Kovacs mit 22,89 m Crouser wieder von der Spitze ab. Doch Ryan Crouser konterte und stieß die Kugel auf 22,94 m. Damit verbesserte er Kovacs Meisterschaftsrekord aus dem Jahr 2019 um drei Zentimeter und gewann am Ende nach zwei Olympiasiegen seinen ersten Weltmeistertitel. Um nur fünf Zentimeter geschlagen gab es für Titelverteidiger Joe Kovacs diesmal Silber. Hinter den drei Medaillengewinnern rückte Tomas Walsh in dieser fünften Runde noch auf in die Runde der Wettbewerber mit Weiten jenseits von 22 Metern in dieser Konkurrenz. Seine 22,08 m brachten ihn am Ende noch auf den vierten Platz. Darlan Romani wurde mit 21,92 m Fünfter vor dem Kroaten Filip Mihaljević (21,82 m) und dem Neuseeländer Jacko Gill (21,40 m).

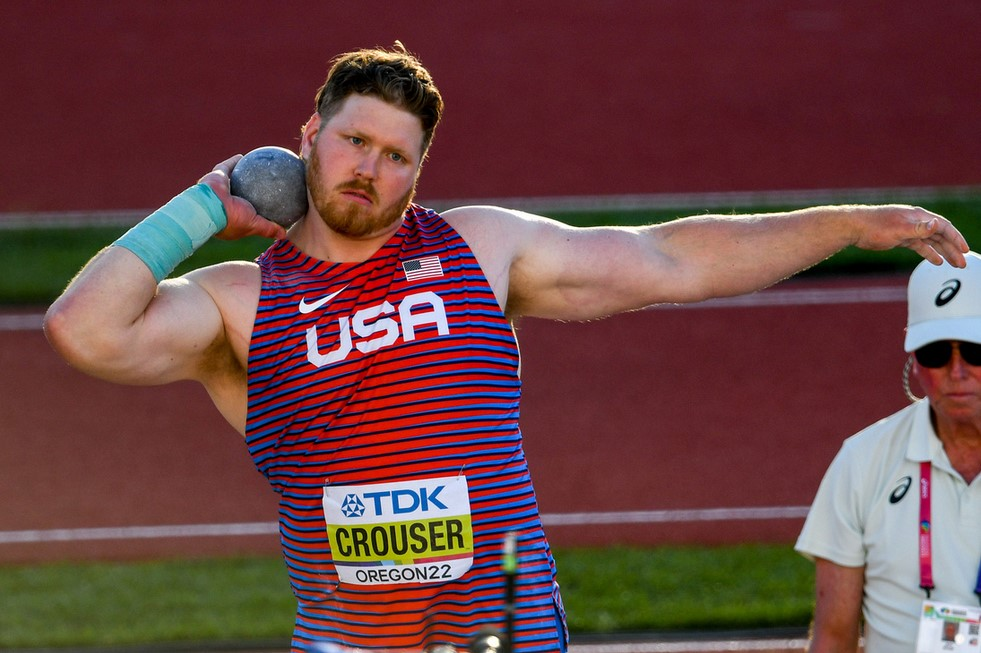
Weltmeister Ryan Crouser
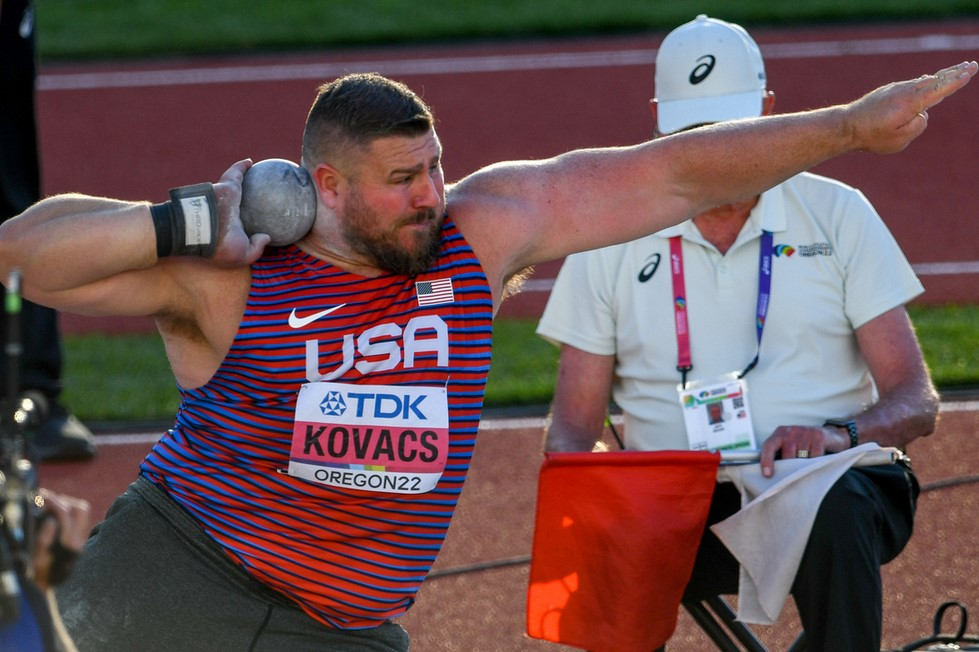
Vizeweltmeister Joe Kovacs
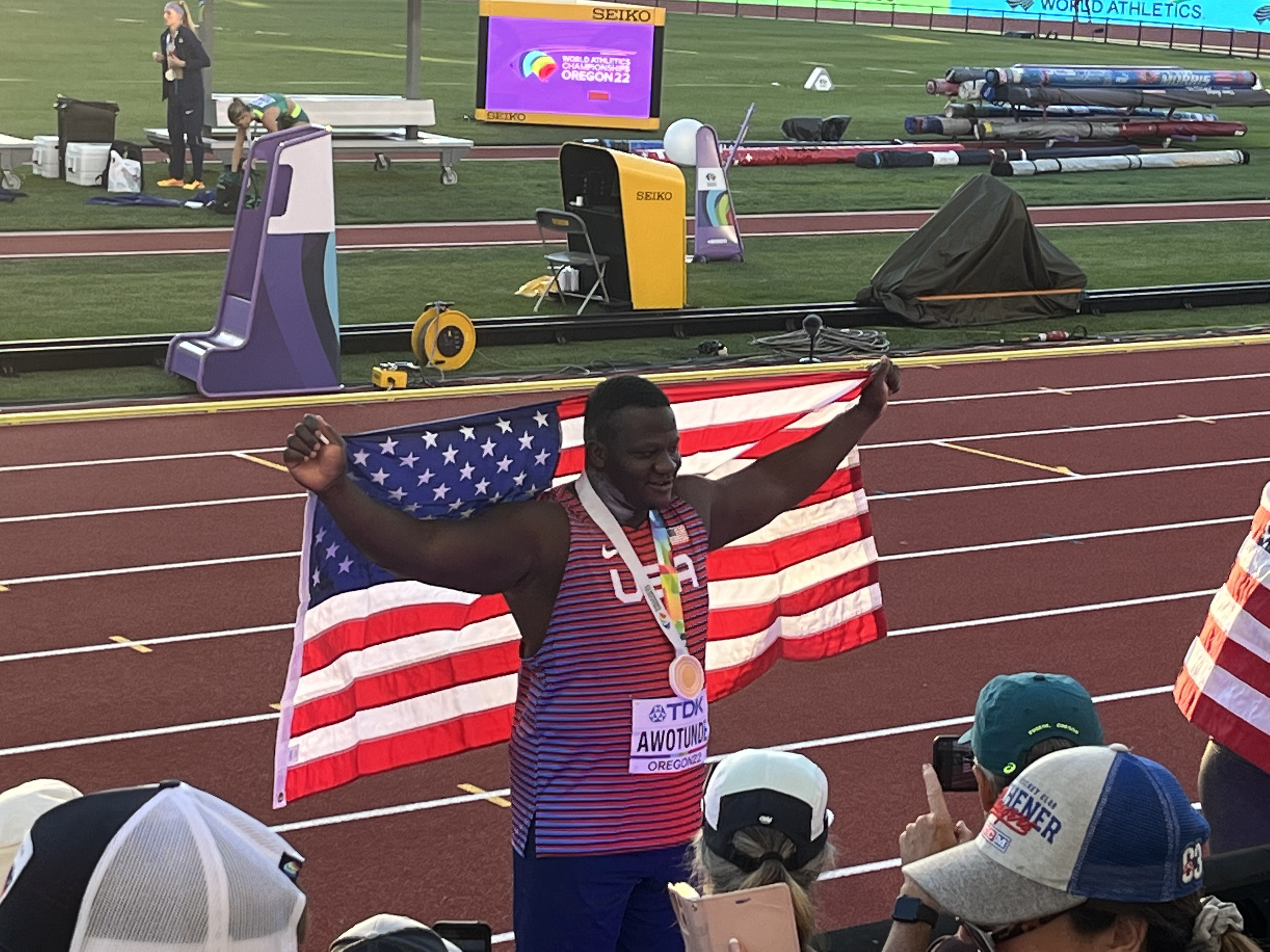
Bronzemedaillengewinner Josh Awotunde
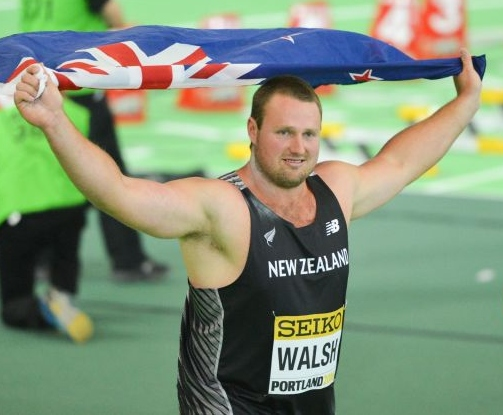
Tomas Walsh belegte in diesem hochklassigen Wettbewerb Rang vier

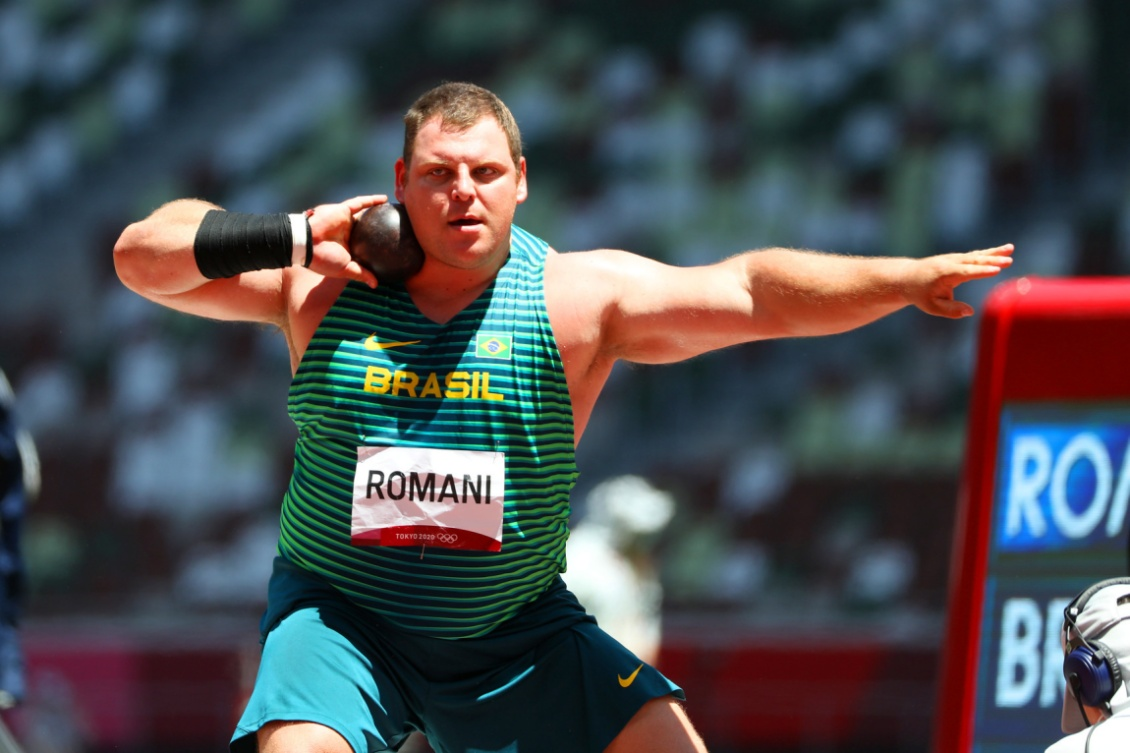
Darlan Romani kam auf den fünften Platz
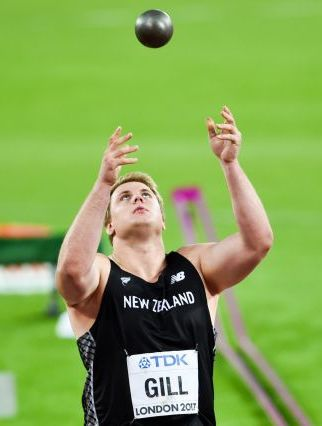
Jacko Gill erreichte Platz sieben
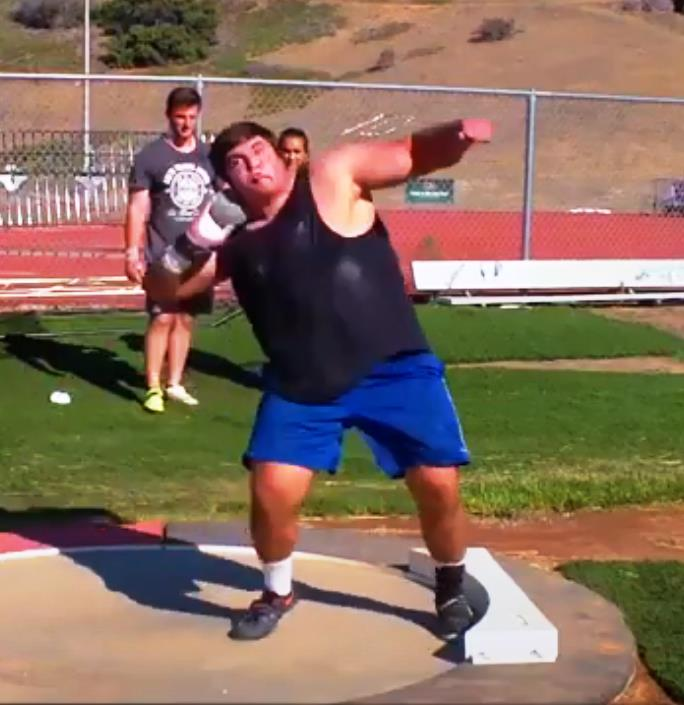
Der neuntplatzierte Nick Ponzio
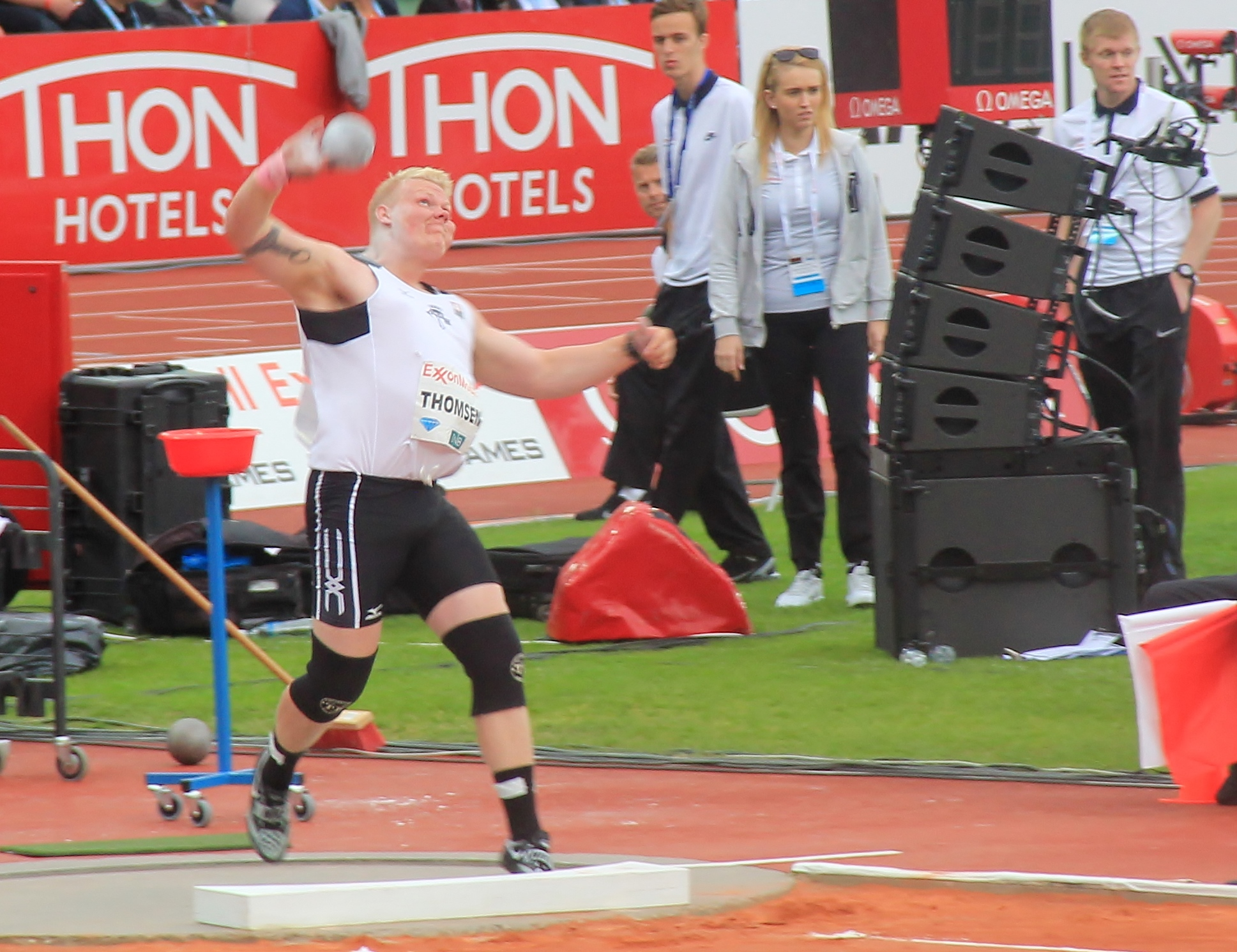
Rang zehn für Marcus Thomsen

## Videolinks
- Crouser beats Kovacs to win first shot put world title, youtube.com, abgerufen am 13. August 2022
- Men's Shot Put Qualification round, youtube.com, abgerufen am 13. August 2022